# Gloria (sång)
"Gloria" är en sång skriven av Giancarlo Bigazzi och Umberto Tozzi och Piet Souer, och inspelad av Umberto Tozzi 1979. Med text på engelska av Trevor Veitch spelades den in 1982 av Laura Branigan, som med den nådde plats 2 på Billboard Hot 100. Med text på svenska av Ingela Forsman spelades den in 1983 av Carola Häggkvist på albumet Främling.